# Bulldog Courage
Bulldog Courage é um filme de faroeste norte-americano de 1935, dirigido por Sam Newfield e produzido por Sigmund Neufeld para Sam Katzman.

## Elenco
- Tim McCoy como Slim Braddock / Tim Braddock
- Joan Woodbury como Helen Brennan
- Paul Fix como Bailey
- Eddie Buzard como Tim, um garoto
- John Cowell como Pete Brennan
- Karl Hackett como Williams
- John Elliott como Judge Charley Miller
- Edmund Cobb como Cal Jepson
- Edward Hearn como Henchman Clayton
- Jack Rockwell como Xerife Pendleton